# Psammophora nissenii
Psammophora nissenii är en isörtsväxtart som först beskrevs av Moritz Kurt Dinter, och fick sitt nu gällande namn av Moritz Kurt Dinter och Schwant. Psammophora nissenii ingår i släktet Psammophora och familjen isörtsväxter. Inga underarter finns listade i Catalogue of Life.